# 普拉納斯·多維代蒂斯
普拉纳斯·多维代蒂斯（立陶宛語： 发音ⓘ，1886年12月2日-1942年11月4日）是立陶宛政治家、律师、外交家。曾任立陶宛总理。

## 生平
多维代蒂斯生于俄占波兰的苏瓦乌基省（今立陶宛馬里揚波萊縣）的隆基艾（Runkiai）、他曾就读于维韦里艾师范学院，后就读于莫斯科国立大学。